# Peraiyur
Peraiyur là một thị xã panchayat của quận Madurai thuộc bang Tamil Nadu, Ấn Độ.

## Địa lý
Peraiyur có vị trí 9°43′B 77°48′Đ / 9,72°B 77,8°Đ Nó có độ cao trung bình là 150 mét (492 feet).

## Nhân khẩu
Theo điều tra dân số năm 2001 của Ấn Độ, Peraiyur có dân số 8880 người. Phái nam chiếm 51% tổng số dân và phái nữ chiếm 49%. Peraiyur có tỷ lệ 66% biết đọc biết viết, cao hơn tỷ lệ trung bình toàn quốc là 59,5%: tỷ lệ cho phái nam là 73%, và tỷ lệ cho phái nữ là 59%. Tại Peraiyur, 11% dân số nhỏ hơn 6 tuổi.